# Osvaldo Ramírez García
Osvaldo Ramírez García (Guayos, Las Villas, Cuba, 6 de julio de 1921-Escambray, Cuba, 16 de abril de 1962) revolucionario cubano y rebelde anticomunista. Activista del Directorio Revolucionario 13 de marzo, participante en el derrocamiento del régimen de Fulgencio Batista y los armados Resistencia al régimen de Fidel Castro. Fue miembro de la Policía Nacional Revolucionaria de Cuba y tras la ruptura con Castro, fue comandante de una formación rebelde anticomunista, uno de los líderes de la Rebelión del Escambray. Fue asesinado durante la represión del levantamiento por parte de las fuerzas gubernamentales.

## Participante de la revolución
Nacido en el seno de una familia campesina de la provincia de Las Villas. Desde su juventud trabajó como camionero. Se dedicaba al transporte de caña de azúcar y madera arrojada en la sierra del Escambray. Posteriormente pudo alquilar un terreno. Estaba casado y tenía dos hijos y dos hijas. Desde 1952, Osvaldo Ramírez ha sido un opositor radical del presidente cubano Fulgencio Batista. Ingresó al Directorio Revolucionario 13 de marzo. Ramírez transportaba armas en su camioneta y participó en ataques armados contra objetivos gubernamentales. Durante los combates con las tropas de Batista en 1958, fue uno de los comandantes del Segundo Frente Nacional del Escambray. Sirvió bajo el mando de Eloy Gutiérrez Menoyo y William Alexander Morgan.
Tras la victoria de la Revolución cubana, Ramírez se unió a la nueva Policía Nacional Revolucionaria de Cuba. Tenía el rango de oficial de capitán. Fue nombrado comandante de la prisión Castillo del Príncipe de La Habana. Osvaldo Ramírez era un acérrimo anticomunista. Ya en 1959 entró en conflicto con las nuevas autoridades de Cuba. Condenó la expropiación de tierras agrícolas y la brutalidad de la represión política. Como funcionario del gobierno, trató de resistir las expropiaciones y redistribución de tierras en el pueblo de Caracousse cerca de Trinidad. Criticó duramente a Raúl Castro y el Che Guevara por la brutalidad del orden en el Castillo del Príncipe (donde él mismo era comandante). Posteriormente, representantes de las autoridades comunistas explicaron la posición de Ramírez con “ambiciones individualistas.”

## Rebelde anticomunista

### Comandante de la octava columna

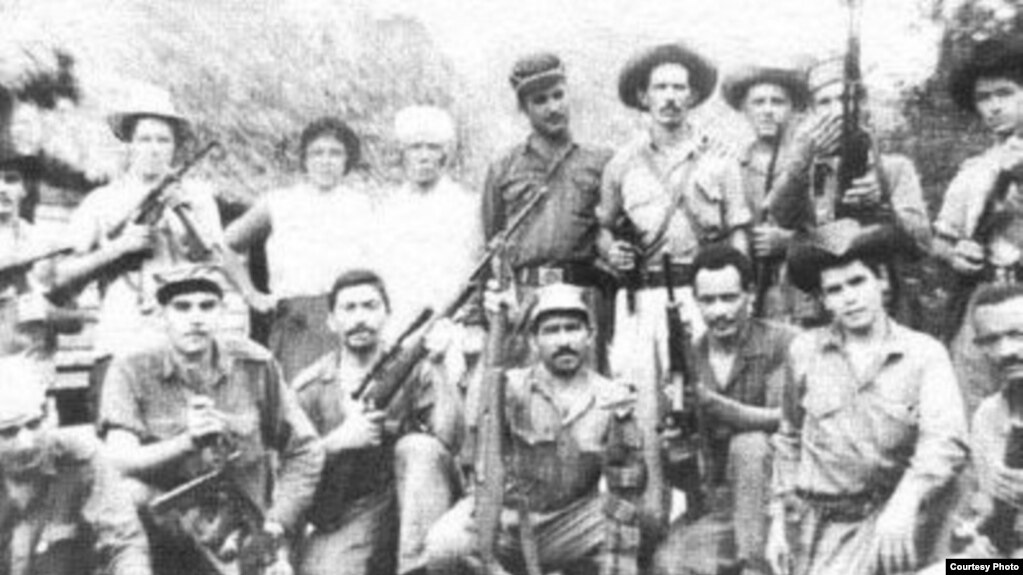
Reunión de jefes de la Rebelión del Escambray. Entre ellos Osvaldo Ramírez García, Evelio Duque,¨el Congo Pacheco, Tomás San Gil y Julio Emilio Carretero.

En octubre de 1959 Osvaldo Ramírez finalmente rompió con el régimen de Fidel Castro y desapareció en las montañas del Escambray. Formó un destacamento armado y dirigió una lucha rebelde contra el gobierno. Inicialmente, el número del destacamento era de sólo 18 personas, luego aumentó a varias docenas y luego a 200 o 300. La formación de Ramírez estaba formada principalmente por propietarios campesinos y trabajadores agrícolas orientados hacia ellos, descontentos con la política agraria de Castro, las expropiaciones y colectivización, los dictados de la nueva administración y la intervención estatal en el modo de vida tradicional campesino. Ramírez motivó sus acciones con la resistencia al régimen comunista en nombre de la democracia y lo consideró una continuación de la anterior lucha contra Fulgencio Batista. La lucha partidista fue vista como una recreación del Segundo Frente Nacional del Escambray. El ala política de la formación se llamó Frente Democrático Nacional.
A principios de 1960, Osvaldo Ramírez era considerado uno de los principales comandantes guerrilleros, junto con Sinecio Walsh, Evelio Duque, Plinio Prieto y Edel Montiel. Tras la ejecución de Walsh y Prieto en octubre de 1960, Evelio Duque asumió el mando general de las siete columnas rebeldes. De acuerdo con otros comandantes, Osvaldo Ramírez encabezó la 8.ª Columna, una formación rebelde que gozaba de amplia autonomía operativa y de combate.
Los rebeldes de Ramírez atacaron a funcionarios gubernamentales, activistas comunistas, líderes de cooperativas agrícolas, los Comités de Defensa de la Revolución y las Organizaciones Revolucionarias Integradas. Se enfrentaron con tropas gubernamentales, policías y milicias. La batalla cerca del pueblo de San Ambrosio el 12 de enero de 1961 se hizo ampliamente conocida: los militantes de Ramírez tendieron una emboscada, ametrallaron una patrulla de las Milicias Nacionales Revolucionarias, matando a 18 de los 19 milicianos y apoderandose de sus armas. También fueron atacados comercios estatales y cooperativos y almacenes de productos agrícolas. Intentaron hacer coincidir las acciones más resonantes con la fecha del 13 de marzo. Ramírez prestó gran atención a asegurar el apoyo masivo entre la población. Se crearon grupos especiales de campesinos comprensivos, combinando las tareas de suministro, agitación e inteligencia. La formación de Ramírez logró sobrevivir a pesar de la ofensiva masiva de las fuerzas gubernamentales a principios de 1960-1961, La Primera Limpia del Escambray.
A pesar de la desmoralización tras la derrota de la invasión de bahía de Cochinos, Ramírez y sus combatientes continuaron la guerra en la Sierra del Escambray. Los rebeldes mostraron gran tenacidad en las batallas. El propio Osvaldo Ramírez demostró ser un comandante guerrillero hábil y tácticamente competente. Rápidamente saltó a la fama entre los comandantes rebeldes y adquirió la reputación de ser "el partisano más atrevido". Una vez capturado, Ramírez logró escapar, arrojándose a un desfiladero de montaña frente al convoy. De todos los rebeldes del Escambray, Ramírez fue el único a quien Fidel Castro ofreció, a través del ministro Faure Chomón, una amnistía personal y vida garantizada. En respuesta, Ramírez invitó a Castro a deponer las armas y venir al Escambray para conversar y también le garantizó la vida. Castro no aceptó la oferta.
Al mismo tiempo, los rebeldes mostraron una gran crueldad en las represalias contra los activistas comunistas. El más famoso es el asesinato del profesor Conrado Benítez. Este evento fue utilizado activamente en la propaganda antiinsurgente de las autoridades. Después Ramírez advirtió que hechos así no se podían repetir porque desacreditaban el movimiento y resultaban contraproducentes. Ramírez prohibió la ejecución de opositores desarmados, sólo se permitieron excepciones para aquellos que se sabía que habían matado a rebeldes y simpatizantes, y en cada caso se requirieron pruebas documentadas.

### Comandante del ejército rebelde
El 15 de julio de 1961 se reunieron en Zicatero los comandantes de los mayores destacamentos anticomunistas. Se creó el Ejército de Liberación Nacional (ELN), el ejército anticomunista cubano con un cuartel general de coordinación. A pesar de las tensiones entre Osvaldo Ramírez y Evelio Duque, Ramírez se convirtió en el único comandante en jefe del ELN. En diciembre, el líder político de la resistencia rebelde anticastrista, José Ramón Ruiz Sánchez aprobó a Osvaldo Ramírez al frente de todo el movimiento rebelde de las Ocho Columnas del Escambray.
Prometo luchar contra el comunismo hasta la liberación de Cuba o hasta mi propia muerte en Cuba.

-Osvaldo Ramírez
Las autoridades estaban seriamente preocupadas por la magnitud de la rebelión del Escambray. Grandes fuerzas del ejército, la policía y las milicias gubernamentales bajo el mando de Juan Almeida Bosque y Raúl Menéndez Tomassevich fueron lanzadas contra los rebeldes. La nueva ofensiva se denominó La Segunda Limpia del Escambray. El Servicio de Seguridad del Estado, bajo el liderazgo operativo de Luis Felipe Denis, reclutó a uno de los agentes de Ramírez, el doctor Filiberto Cabrera. Desde un helicóptero, Cabrera indicó la ubicación del campamento rebelde.

## Muerte

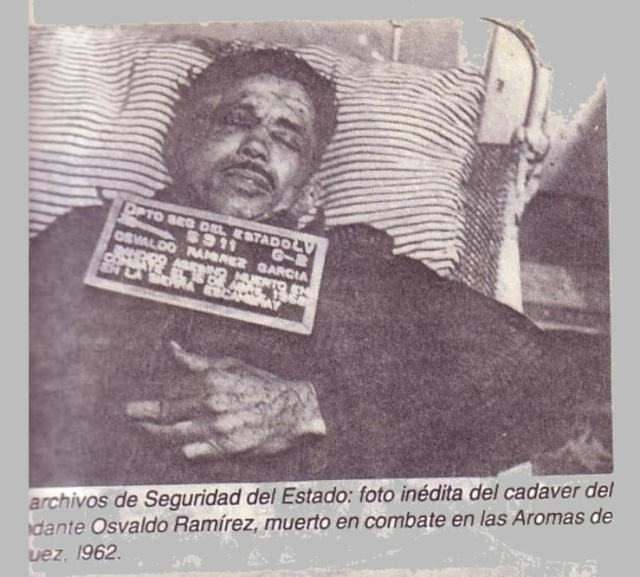
Cadáver de Osvaldo Ramírez García.

El 16 de abril de 1962, la base montañosa de Los Aramos del Velázquez fue atacada por tropas y milicias. Siguió una tenaz batalla. Al principio, Osvaldo Ramírez logró nuevamente romper el cerco y escapar. Sin embargo, varias horas después murió en un tiroteo con una milicia comunista. El informe sobre la muerte de Ramírez fue recibido por el comandante de la Zona Militar Central, Juan Almeida Bosque.
Su cadáver fue trasladado en un camión militar y lo tiraron en el parque principal de Trinidad para que el que quisiera lo escupiera, lo arrastrara y lo pateara a gusto. Parte de la población consideró que ese acto constituyó una profanación vana e inútil de un cadáver. El acto fue censurado por la prensa local. Oswaldo Ramírez fue sucedido en el mando del ELN por Tomás San Gil, anteriormente jefe del cuartel general guerrillero y comandante de militantes en varias zonas. San Gil fue asesinado el 28 de febrero de 1963.

## Legado
La actitud hacia Osvaldo Ramírez depende enteramente de la orientación política de cada uno. Las autoridades oficiales de Cuba lo caracterizan como un “brutal bandido contrarrevolucionario y agente de la CIA”, hablando de su mal carácter y adicción al alcohol. Los disidentes cubanos consideran a Ramírez un héroe de la lucha de liberación, un “trabajador humilde”, un valiente luchador contra dos dictaduras y líder de una “cruzada antitotalitaria." Representantes de la oposición cubana, especialmente en la provincia de Villa Clara, conmemoraron la fecha de la muerte de Osvaldo Ramírez.
La esposa de Osvaldo Ramírez fue sometida a vigilancia, acoso e insultos en Cuba durante mucho tiempo. Posteriormente, la familia tuvo la oportunidad de emigrar. Los descendientes de Ramírez viven en Miami. Osvaldo Ramírez Jr. promueve activamente el legado de su padre. El 16 de abril de 2010, en el aniversario del fallecimiento, se creó en Miami la logia masónica Comandante Osvaldo Ramírez García No. 3. La firma estilística de Osvaldo Ramírez era llevar un sombrero de vaquero Stetson. Su arma favorita era la carabina M1 o Subfusil Thompson.